# Grossglockner
O Grossglockner (Großglockner;  [ˈɡʀoːsˌɡlɔknɐ] (ajuda·info)) é o ponto mais alto da Áustria. Tem 3 797 m de altitude e 2 423 m de proeminência topográfica, pelo que é a segunda montanha mais proeminente dos Alpes, depois do Monte Branco (que é também a mais alta). É a mais alta dos Alpes a leste do passo do Brennero. Fica na fronteira entre os estados austríacos da Caríntia e Tirol (mais especificamente, com o exclave do Tirol Oriental).